# 生出塚神社
生出塚神社（おいねづかじんじゃ）は、埼玉県鴻巣市の神社。

## 歴史
創建年代は不明である。ただ江戸時代後期の地誌『新編武蔵風土記稿』に記載されていることから、その頃には既に存在していたものと推測される。「満行寺」が別当寺であった。満行寺は修験道当山派の寺院であったが、明治初期の神仏分離により、廃寺に追い込まれた。旧満行寺の僧侶は還俗して当社の神職となった。
明治初期、近代社格制度に基づく「村社」に列せられ、1907年（明治40年）の神社合祀により「稲荷社」が合祀された。当社は、これまで「天満宮」と称していたが、これを機に「生出塚神社」に改称した。
当社の神体は「木造天満天神座像」であった。一説によると鴻巣市の伝統工芸品である「鴻巣雛」の由来ともいわれていたが、1949年（昭和24年）に盗難に遭い、現在は行方不明になっている。

## 交通アクセス
- 鴻巣駅より徒歩18分。